# Fußball-Weltmeisterschaft 1974/Gruppe B
| Pl. | Land           | Sp. | S | U | N | Tore    | Diff. | Punkte |
| --- | -------------- | --- | - | - | - | ------- | ----- | ------ |
| 1.  | BR Deutschland | 3   | 3 | 0 | 0 | 007:200 | +5    | 06:0   |
| 2.  | Polen          | 3   | 2 | 0 | 1 | 003:200 | +1    | 04:20  |
| 3.  | Schweden       | 3   | 1 | 0 | 2 | 004:600 | −2    | 02:40  |
| 4.  | Jugoslawien    | 3   | 0 | 0 | 3 | 002:600 | −4    | 0:60   |

Gruppe B der Fußball-Weltmeisterschaft 1974:

## Jugoslawien – BR Deutschland 0:2 (0:1)
| Jugoslawien                                                       | Jugoslawien | BR Deutschland | BR Deutschland |
| ----------------------------------------------------------------- | --- | --- | -------------- |
| Jugoslawien                                                       | \| 1. Gruppenspiel \| \| Mittwoch, 26. Juni 1974 um 16:00 Uhr in Düsseldorf (Rheinstadion) \| \| Zuschauer: 67.385 \| \| Schiedsrichter: Armando Marques ( Brasilien) \| \| Spielbericht \|                                                            | \| 1. Gruppenspiel \| \| Mittwoch, 26. Juni 1974 um 16:00 Uhr in Düsseldorf (Rheinstadion) \| \| Zuschauer: 67.385 \| \| Schiedsrichter: Armando Marques ( Brasilien) \| \| Spielbericht \|                                                    | BR Deutschland |
| Jugoslawien                                                       | Enver Marić – Josip Katalinski – Ivan Buljan, Enver Hadžiabdić, Dražen Mužinić – Jovan Aćimović, Branko Oblak (84. Jurica Jerković), Ivica Šurjak – Danilo Popivoda, Stanislav Karasi, Dragan Džajić (84. Ilija Petković) Cheftrainer: Miljan Miljanić | Sepp Maier – Franz Beckenbauer – Berti Vogts, Georg Schwarzenbeck, Paul Breitner – Herbert Wimmer (73. Uli Hoeneß), Rainer Bonhof, Wolfgang Overath – Bernd Hölzenbein (78. Heinz Flohe), Gerd Müller, Dieter Herzog Cheftrainer: Helmut Schön | BR Deutschland |
| Jugoslawien                                                       | 0:1 Breitner (39.) 0:2 Müller (82.) | | BR Deutschland |
| Jugoslawien                                                       | Buljan (36.), Hadžiabdić (61.) | Overath (16.), Vogts (35.) | BR Deutschland |
| 1. Gruppenspiel                                                   | | |                |
| Mittwoch, 26. Juni 1974 um 16:00 Uhr in Düsseldorf (Rheinstadion) | | |                |
| Zuschauer: 67.385                                                 | | |                |
| Schiedsrichter: Armando Marques ( Brasilien)                      | | |                |
| Spielbericht                                                      | | |                |

## Schweden – Polen 0:1 (0:1)
| Schweden                                                          | Schweden | Polen | Polen |
| ----------------------------------------------------------------- | --- | --- | ----- |
| Schweden                                                          | \| 1. Gruppenspiel \| \| Mittwoch, 26. Juni 1974 um 19:30 Uhr in Stuttgart (Neckarstadion) \| \| Zuschauer: 44.955 \| \| Schiedsrichter: Ramón Barreto ( Uruguay) \| \| Spielbericht \|                                                              | \| 1. Gruppenspiel \| \| Mittwoch, 26. Juni 1974 um 19:30 Uhr in Stuttgart (Neckarstadion) \| \| Zuschauer: 44.955 \| \| Schiedsrichter: Ramón Barreto ( Uruguay) \| \| Spielbericht \|                                                            | Polen |
| Schweden                                                          | Ronnie Hellström – Björn Nordqvist – Björn Andersson (60. Jörgen Augustsson), Kent Karlsson, Roland Grip – Staffan Tapper (80. Thomas Ahlström), Ove Grahn, Bo Larsson – Conny Torstensson, Ralf Edström, Roland Sandberg Cheftrainer: Georg Ericson | Jan Tomaszewski – Jerzy Gorgoń – Antoni Szymanowski, Władysław Żmuda, Zbigniew Gut – Henryk Kasperczak, Kazimierz Deyna , Zygmunt Maszczyk – Grzegorz Lato, Andrzej Szarmach (60. Kazimierz Kmiecik), Robert Gadocha Cheftrainer: Kazimierz Górski | Polen |
| Schweden                                                          | 0:1 Lato (43.) | | Polen |
| Schweden                                                          | Szarmach (44.), Gorgoń (49.) | | Polen |
| Schweden                                                          | Tomaszewski hält Foulelfmeter von Tapper (63.) | | Polen |
| 1. Gruppenspiel                                                   | | |       |
| Mittwoch, 26. Juni 1974 um 19:30 Uhr in Stuttgart (Neckarstadion) | | |       |
| Zuschauer: 44.955                                                 | | |       |
| Schiedsrichter: Ramón Barreto ( Uruguay)                          | | |       |
| Spielbericht                                                      | | |       |

## Polen – Jugoslawien 2:1 (1:1)
| Polen                                                                  | Polen | Jugoslawien | Jugoslawien |
| ---------------------------------------------------------------------- | --- | --- | ----------- |
| Polen                                                                  | \| 2. Gruppenspiel \| \| Sonntag, 30. Juni 1974 um 16:00 Uhr in Frankfurt am Main (Waldstadion) \| \| Zuschauer: 58.000 \| \| Schiedsrichter: Rudi Glöckner ( DDR) \| \| Spielbericht \|                                                                            | \| 2. Gruppenspiel \| \| Sonntag, 30. Juni 1974 um 16:00 Uhr in Frankfurt am Main (Waldstadion) \| \| Zuschauer: 58.000 \| \| Schiedsrichter: Rudi Glöckner ( DDR) \| \| Spielbericht \|                                                                      | Jugoslawien |
| Polen                                                                  | Jan Tomaszewski – Jerzy Gorgoń – Antoni Szymanowski, Władysław Żmuda, Adam Musiał – Henryk Kasperczak, Kazimierz Deyna (80. Jan Domarski), Zygmunt Maszczyk – Grzegorz Lato, Andrzej Szarmach (57. Lesław Ćmikiewicz), Robert Gadocha Cheftrainer: Kazimierz Górski | Enver Marić – Josip Katalinski – Ivan Buljan, Vladislav Bogićević, Enver Hadžiabdić – Ilija Petković (81. Vladimir Petrović), Branko Oblak (16. Jurica Jerković), Jovan Aćimović – Dušan Bajević, Stanislav Karasi, Ivica Šurjak Cheftrainer: Miljan Miljanić | Jugoslawien |
| Polen                                                                  | 1:0 Deyna (24., Foulelfmeter) 2:1 Lato (62.) | 1:1 Karasi (43.) | Jugoslawien |
| 2. Gruppenspiel                                                        | | |             |
| Sonntag, 30. Juni 1974 um 16:00 Uhr in Frankfurt am Main (Waldstadion) | | |             |
| Zuschauer: 58.000                                                      | | |             |
| Schiedsrichter: Rudi Glöckner ( DDR)                                   | | |             |
| Spielbericht                                                           | | |             |

## BR Deutschland – Schweden 4:2 (0:1)
| BR Deutschland                                                   | BR Deutschland | Schweden | Schweden |
| ---------------------------------------------------------------- | --- | --- | -------- |
| BR Deutschland                                                   | \| 2. Gruppenspiel \| \| Sonntag, 30. Juni 1974 um 19:30 Uhr in Düsseldorf (Rheinstadion) \| \| Zuschauer: 67.800 \| \| Schiedsrichter: Pawel Kasakow ( Sowjetunion) \| \| Spielbericht \|                                                       | \| 2. Gruppenspiel \| \| Sonntag, 30. Juni 1974 um 19:30 Uhr in Düsseldorf (Rheinstadion) \| \| Zuschauer: 67.800 \| \| Schiedsrichter: Pawel Kasakow ( Sowjetunion) \| \| Spielbericht \|                                    | Schweden |
| BR Deutschland                                                   | Sepp Maier – Franz Beckenbauer – Berti Vogts, Georg Schwarzenbeck, Paul Breitner – Uli Hoeneß, Rainer Bonhof, Wolfgang Overath – Bernd Hölzenbein (83. Heinz Flohe), Gerd Müller, Dieter Herzog (65. Jürgen Grabowski) Cheftrainer: Helmut Schön | Ronnie Hellström – Björn Nordqvist – Jan Olsson, Kent Karlsson, Jörgen Augustsson – Staffan Tapper, Ove Grahn, Bo Larsson (32. Inge Ejderstedt) – Conny Torstensson, Ralf Edström, Roland Sandberg Cheftrainer: Georg Ericson | Schweden |
| BR Deutschland                                                   | 1:1 Overath (51.) 2:1 Bonhof (52.) 3:2 Grabowski (78.) 4:2 Hoeneß (89., Foulelfmeter) | 0:1 Edström (26.) 2:2 Sandberg (53.) | Schweden |
| BR Deutschland                                                   | Grahn (1.) | | Schweden |
| 2. Gruppenspiel                                                  | | |          |
| Sonntag, 30. Juni 1974 um 19:30 Uhr in Düsseldorf (Rheinstadion) | | |          |
| Zuschauer: 67.800                                                | | |          |
| Schiedsrichter: Pawel Kasakow ( Sowjetunion)                     | | |          |
| Spielbericht                                                     | | |          |

## Polen – BR Deutschland 0:1 (0:0)
| Polen                                                                  | Polen | BR Deutschland | BR Deutschland |
| ---------------------------------------------------------------------- | --- | --- | -------------- |
| Polen                                                                  | \| 3. Gruppenspiel \| \| Mittwoch, 3. Juli 1974 um 17:00 Uhr in Frankfurt am Main (Waldstadion) \| \| Zuschauer: 62.000 \| \| Schiedsrichter: Erich Linemayr ( Österreich) \| \| Spielbericht \|                                                                      | \| 3. Gruppenspiel \| \| Mittwoch, 3. Juli 1974 um 17:00 Uhr in Frankfurt am Main (Waldstadion) \| \| Zuschauer: 62.000 \| \| Schiedsrichter: Erich Linemayr ( Österreich) \| \| Spielbericht \|           | BR Deutschland |
| Polen                                                                  | Jan Tomaszewski – Jerzy Gorgoń – Antoni Szymanowski, Władysław Żmuda, Adam Musiał – Henryk Kasperczak (80. Lesław Ćmikiewicz), Kazimierz Deyna , Zygmunt Maszczyk (80. Kazimierz Kmiecik) – Grzegorz Lato, Jan Domarski, Robert Gadocha Cheftrainer: Kazimierz Górski | Sepp Maier – Franz Beckenbauer – Berti Vogts, Georg Schwarzenbeck, Paul Breitner – Uli Hoeneß, Rainer Bonhof, Wolfgang Overath – Jürgen Grabowski, Gerd Müller, Bernd Hölzenbein Cheftrainer: Helmut Schön | BR Deutschland |
| Polen                                                                  | 0:1 Müller (76.) | | BR Deutschland |
| Polen                                                                  | Tomaszewski hält Foulelfmeter von Hoeneß (53.) | | BR Deutschland |
| 3. Gruppenspiel                                                        | | |                |
| Mittwoch, 3. Juli 1974 um 17:00 Uhr in Frankfurt am Main (Waldstadion) | | |                |
| Zuschauer: 62.000                                                      | | |                |
| Schiedsrichter: Erich Linemayr ( Österreich)                           | | |                |
| Spielbericht                                                           | | |                |

## Schweden – Jugoslawien 2:1 (1:1)
| Schweden                                                         | Schweden | Jugoslawien | Jugoslawien |
| ---------------------------------------------------------------- | --- | --- | ----------- |
| Schweden                                                         | \| 3. Gruppenspiel \| \| Mittwoch, 3. Juli 1974 um 19:30 Uhr in Düsseldorf (Rheinstadion) \| \| Zuschauer: 41.300 \| \| Schiedsrichter: Luis Pestarino ( Argentinien) \| \| Spielbericht \|                | \| 3. Gruppenspiel \| \| Mittwoch, 3. Juli 1974 um 19:30 Uhr in Düsseldorf (Rheinstadion) \| \| Zuschauer: 41.300 \| \| Schiedsrichter: Luis Pestarino ( Argentinien) \| \| Spielbericht \|                                                                        | Jugoslawien |
| Schweden                                                         | Ronnie Hellström – Björn Nordqvist – Jan Olsson, Kent Karlsson, Jörgen Augustsson – Ove Grahn, Staffan Tapper, Örjan Persson – Conny Torstensson, Ralf Edström, Roland Sandberg Cheftrainer: Georg Ericson | Enver Marić – Josip Katalinski – Ivan Buljan, Miroslav Pavlović (78. Luka Peruzović), Enver Hadžiabdić – Jurica Jerković, Vladislav Bogićević, Jovan Aćimović – Vladimir Petrović (70. Stanislav Karasi), Ivica Šurjak, Dragan Džajić Cheftrainer: Miljan Miljanić | Jugoslawien |
| Schweden                                                         | 1:1 Edström (29.) 2:1 Torstensson (85.) | 0:1 Šurjak (27.) | Jugoslawien |
| Schweden                                                         | Katalinski (71.), Karasi (81.) | | Jugoslawien |
| 3. Gruppenspiel                                                  | | |             |
| Mittwoch, 3. Juli 1974 um 19:30 Uhr in Düsseldorf (Rheinstadion) | | |             |
| Zuschauer: 41.300                                                | | |             |
| Schiedsrichter: Luis Pestarino ( Argentinien)                    | | |             |
| Spielbericht                                                     | | |             |